# 井上唯一
井上 唯一（いのうえ ただいち）は、幕末の徳山藩士。禄高は49石。徳山七士の一人。幼名は彦太郎。諱は和彦、のちに和暢。井上栄尚（九郎左衛門）の次男で、兄は井上和靖（伊織）。

## 生涯
若い頃から武芸の技を磨くとともに和歌、連歌にも優れており、成長すると槍術に励み、浅見安之丞、信田作太夫らにその技を学ぶ。勤皇の志が篤く、兄の跡を継ぐ。
文久2年（1862年）の四国連合艦隊下関砲撃事件の際には、長州藩主・毛利元徳に従って出陣し、また上京して徳山藩主･毛利元蕃の前衛を務める。文久3年（1863年）の七卿落ちの時にはその護衛役を務めて山口に赴き、高杉晋作の創設した奇兵隊に入隊して下関に駐屯する。久坂玄瑞に従って京摂の間を奔走し、八月十八日の政変後の上方の情勢を探った。元治元年（1864年）7月に禁門の変により帰国したが、変後の徳山藩の内訌の際に尊攘派（正義派）の一員として活躍したため、同年8月12日に保守派（俗論派）によって捕らえられ、10月24日に浜崎の獄舎で河田佳蔵と共に刑に臨み、「潜身報国帝京間、幸脱重囲帰故山、此日終然逢斬戮、勤王未変赤心殷」と高吟した後、斬首された。享年23。辞世の歌は「蜻蛉の 有るか無きかの 身をつめて 人の哀れも 知られける哉」。墓は徳山寺町の八正寺にある。
藩論回復後、徳山藩主・毛利元蕃は、殉難七士の家を復興し、その遺族を優遇した。明治21年（1888年）に靖国神社に合祀され、明治31年（1898年）には徳山七士の7名全員に従四位が贈られた。周南市の児玉神社には七士の顕彰碑（初めは遠石地区に建てられた）と贈従四位の碑が建っている。